# Brentanoschule
Mit der Brentanoschule sind einige berühmte Philosophen und Psychologen gemeint, die unter Franz Brentano studierten und wesentlich von seinen Theorien beeinflusst wurden. Seine Studenten Alexius Meinong und Edmund Husserl (beispielsweise) erweiterten Brentanos ursprüngliche Lehren und trugen zur Entwicklung von Psychologie und Erkenntnistheorie bei. 
Als Brentanoschüler gelten die folgenden Philosophen und Psychologen (in Klammern wo und wann sie bei Brentano hörten):
- Carl Stumpf (Würzburg, 1866–1870)
- Edmund Husserl (Wien, 1884–1886)
- Alexius Meinong (Wien, 1875–1878)
- Christian von Ehrenfels (Wien)
- Kazimierz Twardowski (Wien, 1885–1889)
- Anton Marty (Würzburg, 1866–1870)
- Alois Höfler
- Benno Kerry
- Tomáš Garrigue Masaryk
- Sigmund Freud
- William McDougall

Die Brentanoschüler waren Gründer neuer Schulen und Strömungen:
- Stumpf war Lehrer von Kurt Lewin, Aron Gurwitsch und inspirierte die Berliner Schule der Gestaltpsychologie (Max Wertheimer, Kurt Koffka, Wolfgang Köhler).
- Husserl, neben Brentano auch von Stumpf beeinflusst, begründete die Phänomenologie und beeinflusste damit:
  - Die Münchener Phänomenologie (Johannes Daubert, Adolf Reinach)
  - Die Existenzialistische Phänomenologie (Jean-Paul Sartre, Maurice Merleau-Ponty und Martin Heidegger)
- Meinong gründete die Grazer Schule und beeinflusste unter anderem Stephan Witasek, Alois Höfler, Vittorio Benussi und Bertrand Russell.
- Christian von Ehrenfels wurde bekannt durch die Einführung des Begriffs Gestalt, welcher zur Entwicklung der Gestaltpsychologie führte.
- Twardowski war Lehrer von Tadeusz Kotarbiński und wurde "Vater der Polnischen Logik" als Gründer der Lemberg-Warschau-Schule (Jan Łukasiewicz, Kazimierz Ajdukiewicz und Alfred Tarski)
- Marty und sein Schüler Karl Bühler entwickelten eine ausführliche Theorie der Sprache, welche  Adolf Reinach beeinflusste (der eine Sprechakttheorie entwickelte lange vor John Langshaw Austin).

Ebenfalls haben unter anderem Bertrand Russell, Roderick Chisholm, George Edward Moore, Gilbert Ryle und John Searle durch ihre Untersuchungen, Herausgaben und Veröffentlichungen Brentanos Einfluss in die analytische Philosophie getragen.
Mit den Werken und Lehren seiner Schüler, hat sich Franz Brentanos Philosophie durch die ganze Welt verbreitet und viele Diskussionen und Untersuchungen in der gegenwärtigen Philosophie, Kognitionswissenschaft und Philosophie des Geistes indirekt beeinflusst. 

## Bibliographie
- The School of Franz Brentano (ed. L. Albertazzi, M. Libardi & R. Poli), Kluwer, Dordrecht 1996. ISBN 0792337662
- The Cambridge Companion to Brentano (ed. D. Jacquette), Cambridge University Press 2004. ISBN 0521007658
- Rollinger, Robin D., Husserl's Position in the School of Brentano Kluwer, Dordrecht 1999. ISBN 0-7923-5684-5
- Barry Smith Austrian Philosophy: The Legacy of Franz Brentano Open Court Publishing Company Chicago and LaSalle, Illinois 1994
- Ion Tanasescu & Victor Popescu (coord.), Gabriel Cercel & Cristian Ciocan (eds.) The School of Brentano and Husserlian Phenomenology Studia Phaenomenologica vol. III, nr. 1-2 (2003), ISSN 1582-5647, ISBN 973-50-0564-6, 312 p.